# I Luv It
I Luv It is een nummer van de Amerikaanse zangeres Camila Cabello uit 2024, in samenwerking met de Amerikaanse rapper Playboi Carti. Het is de eerste single van C,XOXO, het vierde album van Cabello.

## Achtergrondinformatie
In "I Luv It" zingt Cabello dat ze zich voelt als een rebelse raket die de ruimte in schiet. "Bepaalde dingen geven me het gevoel dat ik in de ruimte ben, en de zeldzame keren dat ik een ongelooflijke chemie met iemand heb gehad, is daar één van", aldus Cabello. Het nummer bevat samples uit het refrein van Lemonade (2009) van Gucci Mane, en uit Cockiness (Love It) (2012) van Rihanna. Ook werd het ook vergeleken met I Got It (2017) van Charli XCX.
Het nummer werd gebruikt in een reclamecampagne van Bacardi, dat net als Cabello uit Cuba komt. Desondanks werd de plaat geen hit. Het bereikte slechts de 81e positie in de Amerikaanse Billboard Hot 100, en ook in Nederland was het niet heel succesvol; met een 21e positie in de Tipparade. Tevens werd het nummer door veel muziekcritici niet bepaald positief onthaald, en eindigde het in diverse lijsten van 'Slechtste nummers van het jaar'.

## Tracklijst
Muziekdownload
1. "I Luv It" - 2:55